# Blood in My Eye
Blood in My Eye es el quinto álbum del rapero Ja Rule, lanzado en 2003.

## Lista de canciones
1. "Murder Intro" (0:25)
2. "The Life" (4:35)
3. "Clap Back" (4:56) #44 US, #9 UK
4. "The Crown" (3:45)
5. "Kay Slay" (skit) (0:18)
6. "Things Gon' Change/2 Punk Ass Quarters" (skit) (4:01)
7. "Race Against Time II" (3:53)
8. "Bobby Creep" (0:44)
9. "Niggas & Bitches" (4:34)
10. "INC Is Back" (5:22)
11. "Remo" (skit) (1:13)
12. "Blood in My Eye" (2:25)
13. "It's Murda" (freestyle) (3:36)
14. "The Wrap" (freestyle) (5:09)
15. "Reigns" [UK Bonus Track] (4:02)

- Datos: Q1158849